# Wanxiu
Wanxiu léase Wan-Siú (en chino, 万秀区; pinyin, Wànxiù  qū) es un distrito urbano bajo la administración directa de la Prefectura Wuzhou en la Región autónoma de Guangxi, República Popular China. Su área es de 448 km² y su población total para 2020 de 270 mil habitantes.

## Administración
El distrito de Wanxiu se divide en 8 pueblos que se administran en 5 subdistritos y 3 poblados.